# Сынгырлау
Сынгырлау (каз. Сыңғырлау) — село в Бейнеуском районе Мангистауской области Казахстана. Административный центр Сынгырлауского сельского округа. Находится примерно в 18 км к юго-востоку от села Бейнеу, административного центра района. Код КАТО — 473643100.

## Население
В 1999 году население села составляло 897 человек (428 мужчин и 469 женщин). По данным переписи 2009 года в селе проживало 836 человек (411 мужчин и 425 женщин).